# Lycaeides bellieri
Lycaeides bellieri är en fjärilsart som beskrevs av Charles Oberthür 1910. Lycaeides bellieri ingår i släktet Lycaeides och familjen juvelvingar. Inga underarter finns listade i Catalogue of Life.